# Лонська Валентина Анатоліївна
Валентина Анатоліївна Лонська (нар. 16 вересня 1987 року, Стара Синява) — українська співачка, акторка дубляжу.
Лауреат багатьох Всеукраїнських та міжнародних конкурсів, вокалістка відомих телевізійних проектів: «Танцюю для тебе», «Я люблю Україну» (канал 1+1), «Зірка Караоке» (Новий канал). Валентина представляла Україну на концерті для голів держав групи БРІКС який відбувся у квітні 2011 року у м. Сан'я, Китай. Голосом Валентини заспівала русалка у четвертій частині «Піратів Карибського моря», лялька Джесі з «Історії іграшок-2», Нала «Король Лев», а також у її виконанні можна почути усі пісні у мультику «Вінні-Пух» та ін.

## Біографія
Народилася на Старосинявщині, у Хмельницькій області, Україна.
Була ученицею Старосинявського НВК, виступила із своїми першими сольними концертами на сцені Старосинявського районного Будинку культури.
Співати Валентина почала ще з дошкільного віку. У вісім років вона вже займалась у Старосинявській музичній школі за спеціальністю фортепіано, а також деякий час відвідувала уроки хореографії. У цьому їй допомагали наставники: Наталія Омельчак, викладач музики по класу фортепіано, Олена Щирань, викладач сольфеджіо, і, звичайно, мама — Марія  Йосипівна, викладач музики по класу баяна, батько — Анатолій Дмитрович, який за свого життя був знаним на Старосинявщині художником та музикантом, грав на всіх музичних  інструментах. Батьки помітили творчі здібності Валі, а викладачі місцевої музшколи допомогли розвинути їх. Саме тому дівчина з 11 років почала брати участь у різних концертах, виконуючи пісні відомих українських артистів. У 1999 році вона — учасник районного конкурсу «Дружимо із піснею», на якому стала дипломатом. У 2000 р. Валя бере участь у відбірковому турі Всеукраїнського телевізійного конкурсу «Зірки на сцену» у м. Хмельницькому, де дівчина була відзначена грамотою. А в 2001 році юна співачка отримала диплом ІІІ ступеня за участь у першому обласному фестивалі — конкурсі «Обдароване сонечко», який проходив у м. Полонному.   2005 року Валентина Лонська відкрила творчий звіт майстрів мистецтв та художніх колективів Хмельниччини "Співає квітуче Поділля, в красі України-Русі " на сцені палацу «України». В кінці року дівчина дає сольний концерт під назвою «Дарую пісню людям» на сцені РБК. У 2002 році вона вступає у Київське державне вище музичне  училище ім. Р. М. Глієра на факультет «Естрадний вокал». Навчаючись музичному та пісенному мистецтву у Києві, Валя з великим творчим успіхом присвячує землякам другий сольний концерт на  сцені РБК весною 2003 року. Згодом вона дає концерти у районних центрах, виступає у м. Хмельницькому і, звичайно у столиці — Києві.
Вона з перемогою повернулася з м. Новояворівська Львівської області, де проходив 14-й Всеукраїнський фестиваль молодих виконавців сучасної української пісні: «Молода Галичина-2005». Валентина Лонська стала лауреатом ІІІ премії і посіла призове місце, за що була нагороджена дипломом переможця, їй вручили кубок, символічну емблему фестивалю. Заслужений артист України Ігор Богдан, що нині проживає у Канаді, похвально відізвався про її виступ.
А в 2006 вона — випускниця училища ім. Глієра та водночас абітурієнтка — вступила на 3-ій курс Київської державної академії керівних кадрів на факультет мистецтвознавства та естрадного співу. Валентина з успіхом дає творчі концерти, дарує пісенні виступи широкій аудиторії міст Хмільника, Дніпропетровська, Харкова, Севастополя, Трускавця, Одеси, Моршина і, звичайно, Києва… У 2007 році Валя з успіхом виборює титул «Міс  молода Галичина — 2007».
Дівчина  стала володаркою Гран-Прі 11-го Московського Міжнародного фестивалю «Виват- Победа», представляла Україну на концерті для голів держав групи БРІКС (країни Бразилія, Росія, Індія, Китай та Північна Африка) Readers Meeting, що відбувся у квітні 2011 року у м. Сан'я, Китай. У групі виступала на концерті  до Євро-2012 у Донецьку.  Наразі продовжує співпрацю із  95-им кварталом.
Учасниця п'ятиденного телемарафону Першого національного каналу, який пройшов під назвою «Пісня об'єднує нас» та потрапив до Книги рекордів Гіннеса. На цьому телемарафоні відбулася прем'єра дуетної пісні «Візьми мої долоні» у виконанні Валентини Лонської та Дмитра Гарбуза.

## Дубляж
«Вінні Пух» (2011 р.)
«Історія іграшок 2» (1999 р.)
«Лава» (2015 р.)
«Попелюшка»(1950 р.)
«Пірати Карибського моря: На дивних берегах» (2011 р.)
«Фінеас і Ферб» (2007 - 2015 рр.)
«Король Лев» (1994 р.)
«Геркулес» (1997 р.)